# Thrinoxethus iquitos
Thrinoxethus iquitos är en mångfotingart som beskrevs av Chamberlin 1941. Thrinoxethus iquitos ingår i släktet Thrinoxethus och familjen Aphelidesmidae. Inga underarter finns listade i Catalogue of Life.